# Шумилин, Михаил Владимирович
Михаил Владимирович Шумилин (р. 25.02.1931) — учёный-геолог, специалист по урановым месторождениям, лауреат Государственной премии СССР 1981 года.
В 1954 г. окончил геологоразведочный факультет Московского института цветных металлов и золота.
1955—1960 — участковый геолог, старший геолог партий Сосновской геологоразведочной экспедиции.
1960—1974 — младший и старший научный сотрудник Всесоюзного института минерального сырья (ВИМС); по совместительству — ассистент кафедры, старший преподаватель Московского геологоразведочного института (МГРИ).
1974—1989 — главный геолог Первого Главного геологоразведочного управления (ГГРУ, с 01.06.1978 ВГО «Союзгеологоразведка», с 12.09.87 г. ГПО «Геологоразведка»).
С 1989 — профессор МГРИ, до 2005 г. возглавлял кафедру методики поисков и разведки месторождений полезных ископаемых.
С 2005 г. помощник руководителя по стратегическому планированию и экономике геологоразведочных работ федерального государственного унитарного геологического предприятия «Урангеологоразведка» (бывшее Первое ГГРУ).
Доктор геолого-минералогических наук (1983).
Лауреат Государственной премии СССР (1981) — за создание ураново-рудной минерально-сырьевой базы Приаргунского горно-химического комбината, в составе коллектива: Дмитрий Петрович Бобрицкий, Николай Степанович Зонтов, Михаил Владимирович Шумилин, Очир Николаевич Шанюшкин, Вячеслав Александрович Солодовников, Владимир Антонович Шлейдер, Ревир Григорьевич Карманов, Виктор Иванович Пулин, Пётр Петрович Дрижд, Сагит Хадыевич Хамидуллин, Лидия Амосовна Орлова, Виталий Евгеньевич Вишняков.
Заслуженный геолог Российской Федерации (2009). Награждён орденом «Знак Почёта» (1986) и нагрудным знаком «Отличник разведки недр».
Сочинения:
- Маршрут длиною в жизнь [Текст] / М. В. Шумилин. - Москва : РИС ВИМС, 2018. - 331 с. : ил., портр., факс.; 21 см.; ISBN 978-5-6041452-7-2 : 120 экз.
- Проблема металлоносных конгломератов докембрия: современное состояние / М. В. Шумилин. - Москва : РИС "ВИМС", 2020. - 64 с. : ил.; 21 см. - (Минеральное сырье. Серия геолого-экономическая / Федеральное государственное бюджетное учреждение Всероссийский научно-исследовательский институт минерального сырья им. Н. М. Федоровского (ФГБУ "ВИМС"); 2020, № 37).; ISBN 978-5-6044426-0-9 : 100 экз.
- Подсчет запасов урановых месторождений / М. В. Шумилин, В. А. Викентьев. - Москва : Недра, 1982. - 206 с. : ил.; 22 см.
- Бизнес в недропользовании : (уран, редкие металлы и золото) : справочник менеджера / Шумилин М. В. ; Федеральное гос. унитарное геологическое предприятие "Урангеологоразведка". - Иркутск : Урангеологоразведка, 2009. - 323 с. : ил., табл., цв. ил.; 21 см.
- Математико-статистические методы, используемые при разведке месторождений полезных ископаемых [Текст] : Учеб. пособие по курсу "Поиски и разведка месторождений полезных ископаемых" для студентов геол.-развед. фак. МГРИ / М-во высш. и сред. спец. образования РСФСР. Моск. геол.-развед. ин-т им. С. Орджоникидзе. - Москва : [б. и.], 1968. - 69 с. : черт.; 22 см.
- Урановые месторождения типа несогласия: геология, генетическая модель, поисковые методы и перспективы выявления в России : обзор зарубежных и отечественных публикаций / Шумилин М. В. ; Федеральное государственное бюджетное учреждение «Всероссийский научно-исследовательский институт минерального сырья им. Н. М. Федоровского» (ФГБУ «ВИМС»). — Москва : ВИМС, 2020. — 178, [1] с. : ил., цв. ил., табл.; 30 см. — (Минеральное сырьё; № 41).; ISBN 978-5-6044426-7-8 : 100 экз.
- Разведка и опробование урановых месторождений [Текст] / Л. Ч. Пухальский, М. В. Шумилин. — Москва : Недра, 1977. — 247 с., 1л. граф. : ил.; 22 см.
- Разведка месторождений урана для отработки методом подземного выщелачивания / [М. В. Шумилин, Н. Н. Муромцев, К. Г. Бровин и др.]. — Москва : Недра, 1985. — 208 с. : ил.; 21 см.
- Бизнес в ресурсодобывающих отраслях : Справочник / М. В. Шумилин, В. А. Алискеров, М. Н. Денисов, В. Л. Заверткин. — Москва : Недра, 2001. — 267, [1] с. : ил., табл.; 21 см; ISBN 5-8365-0080-0
- Месторождения урана типа «несогласия» района Атабаска (Канада) : аналитический обзор зарубежных публикаций / Г. В. Пакульнис, М. В. Шумилин; науч. ред. Г. А. Машковцев. — Москва : ВИМС, 2005. — 102 с. : ил., табл.; 29 см. — (Минеральное сырье / Федеральное гос. унитарное предприятие Всероссийский науч.-исследовательский ин-т минерального сырья им. Н. Ф. Федоровского (ВИМС); № 17).; ISBN 5-901837-13-4
- Уран: геология, добыча, экономика [Текст] / В. Л. Живов, А. В. Бойцов, М. В. Шумилин. — Москва : Атомредметзолото : РИС ВИМС, 2012. — 301 с. : цв. ил., табл.; 25 см; ISBN 978-5-901837-80-1
- Экспертиза подсчетов запасов рудных месторождений / В. А. Викентьев, И. А. Карпенко, М. В. Шумилин. — Москва : Недра, 1988. — 198,[1] с. : ил.; 21 см; ISBN 5-247-00058-7 : 65 к.